# Annus Mirabilis (poema)
Annus Mirabilis (Anno delle meraviglie) è un poema storico di John Dryden del 1667.
Commemora i fatti avvenuti a Londra nel 1665-1666, primo fra tutti il Grande incendio di Londra, che infuriò dal 2 al 7 settembre del 1666, ricordato anche da Samuel Pepys.
Gli altri grandi eventi trattati sono la seconda guerra anglo-olandese, fra i cui episodi figura la Battaglia di Lowestoft, e la grande peste di Londra del 1666.